# Malden (Washington)
Malden és una població dels Estats Units a l'estat de Washington. Segons el cens del 2000 tenia 215 habitants.

## Demografia
Segons el cens del 2000, Malden tenia 215 habitants, 93 habitatges, i 65 famílies. La densitat de població era de 125,8 habitants per km².
Dels 93 habitatges en un 30,1% hi vivien nens de menys de 18 anys, en un 49,5% hi vivien parelles casades, en un 15,1% dones solteres, i en un 30,1% no eren unitats familiars. En el 29% dels habitatges hi vivien persones soles el 10,8% de les quals corresponia a persones de 65 anys o més que vivien soles. El nombre mitjà de persones vivint en cada habitatge era de 2,31 i el nombre mitjà de persones que vivien en cada família era de 2,82.
Per edats la població es repartia de la següent manera: un 26,5% tenia menys de 18 anys, un 5,6% entre 18 i 24, un 23,3% entre 25 i 44, un 26% de 45 a 60 i un 18,6% 65 anys o més.
L'edat mediana era de 42 anys. Per cada 100 dones de 18 o més anys hi havia 92,7 homes.
La renda mediana per habitatge era de 26.250 $ i la renda mediana per família de 26.250 $. Els homes tenien una renda mediana de 30.000 $ mentre que les dones 31.250 $. La renda per capita de la població era de 12.477 $. Aproximadament el 18% de les famílies i el 17,4% de la població estaven per davall del llindar de pobresa.

## Poblacions més properes
El següent diagrama mostra les poblacions més properes.